# Adelheid löwenstein–wertheim–rosenbergi hercegnő
Adelheid löwenstein–wertheim–rosenbergi hercegnő (németül: Adelheid von Löwenstein-Wertheim-Rosenberg; Kleinheubach, 1831. április 3. – Ryde, Wight-sziget, 1909. december 16.), német hercegnő, Konstantin löwenstein–wertheim–rosenbergi örökös leánya, a trónfosztott I. Mihály portugál király feleségeként Portugália címzetes királynéja.

## Élete

### Származása, családja

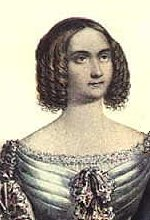
Adelheid Zsófia hercegnő

Adelheid Zsófia hercegnő 1831-ben született az alsó-frankföldi Kleinheubachban, a Löwenstein-kastélyban, a Württembergi Királyság területén. Édesapja Konstantin zu Löwenstein-Wertheim-Rosenberg (1802–1838) volt, Karl Thomas zu Löwenstein-Wertheim-Rosenberg uralkodó herceg (1783–1849) és Sophie zu Windisch-Grätz grófnő (1784–1848) fia, a Löwenstein-Wertheim-Rosenberg Hercegség trónörököse. Édesanyja Marie Agnes Henriette zu Hohenlohe-Langenburg hercegnő (1804–1835) volt, Karl Ludwig zu Hohenlohe-Langenburg herceg (Fürst, 1762–1825) és Amalie Henriette zu Solms-Baruth grófnő (1768–1847) leánya.
A Löwenstein-Wertheim fejedelmi dinasztia középkori eredetű. Bajor Lajos (1463–1523) alapította, a Wittelsbach-házból való I. Frigyes pfalzi választófejedelem és az augsburgi Clara Tott von Dettingen udvarhölgy ifjabbik fia, aki nem lehetett a választófejedelmi trón örököse, ezért apja kérésére I Miksa császár német-római birodalmi grófi (Reichsgraf) rangra emelte őt, ettől kezdve I. Lajos, Löwenstein grófja (Ludwig I von Löwenstein) néven szerepelt, majd hamarosan elnyerte az örökletes hercegi (Fürst) rangot. A család több ága a 21. században is él.
A szülők házasságából két gyermek született:
- Adelheid Zsófia hercegnő (1831–1909), a trónfosztott I. Mihály portugál király felesége,
- Károly Henrik (VI. Karl Heinrich) herceg (1834–1921), akinek első felesége Adelheid zu Isenburg-Büdingen hercegnő (1841–1861), második felesége Liechtensteini Zsófia hercegnő (Sophie von und zu Liechtenstein, 1837–1899), II. Alajos liechtensteini herceg leánya volt. Másodszor megözvegyülvén, Károly Henrik herceg dominikánus szerzetessé lett.

1835-ben, néhány hónappal Adelheid hercegnő öccsének, Károly Henriknek születése után édesanyjuk elhunyt. Három évvel később, 1838-ban édesapjuk is meghalt. Az árvákat a nagyszülők megbízásából Alexander Kaufmann tanár, történész tanította. 1849-ben nagyapjuk, Károly Tamás herceg elhunytakor Adelheid Zsófia 15 éves öccse, Károly Henrik lett a Löwenstein-Wertheim-Rosenberg hercegi ház feje.

### Házassága, gyermekei
Adelheid von Löwenstein-Wertheim-Rosenberg hercegnő 1851. szeptember 24-én ben feleségül ment a Bragança-házból való, bajorországi emigrációban élő I. Mihály portugál királyhoz (1802–1866), VI. János portugál királynak, Brazília császárának és Carlota Joaquina spanyol infánsnőnek ifjabbik fiához, IV. Károly spanyol király unokájához. Az esküvőt a menyasszony szülőházában, a kleinheubachi Löwenstein hercegi kastélyban tartották.

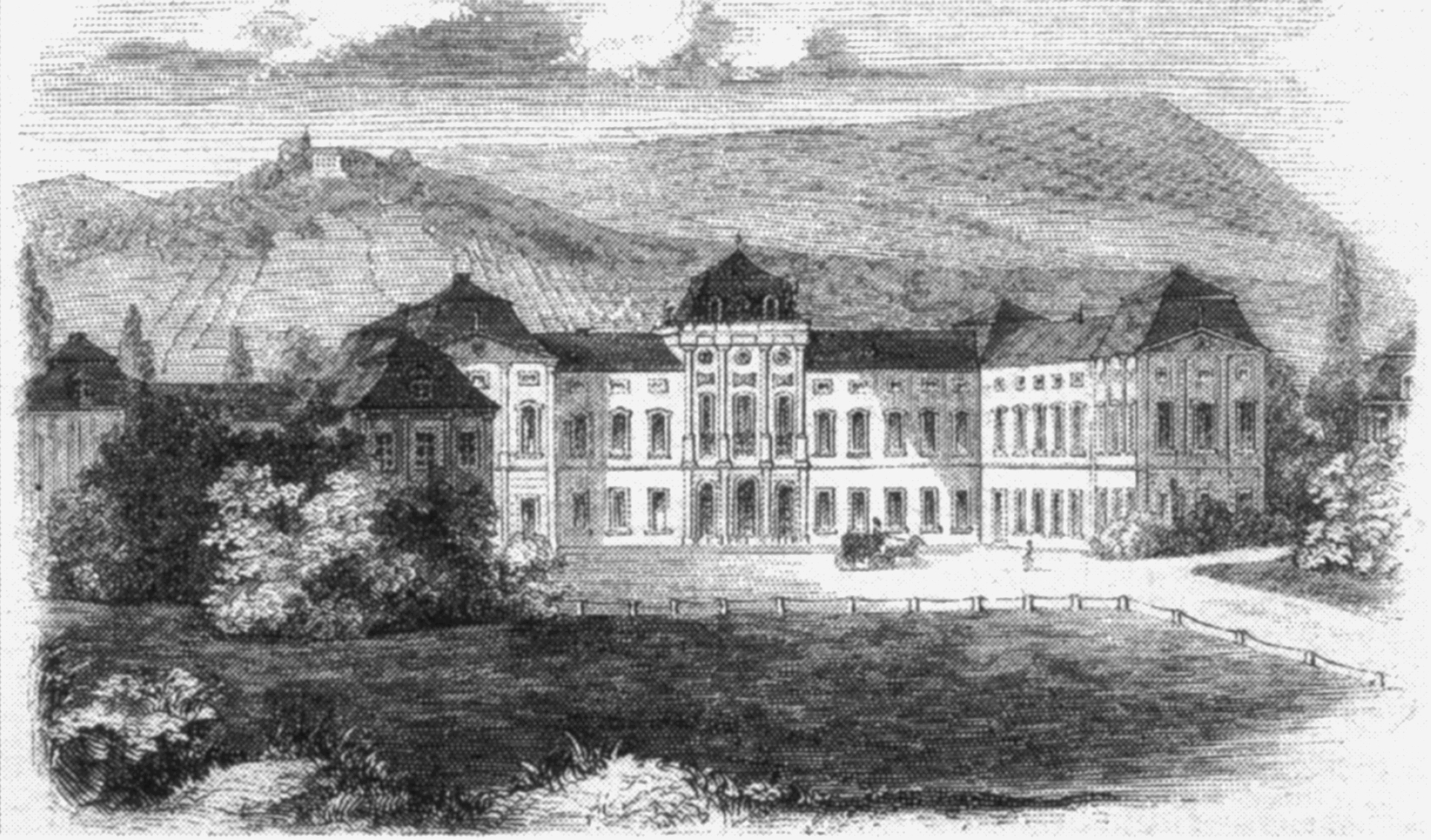
A Löwenstein-kastély (1851-es rajz)

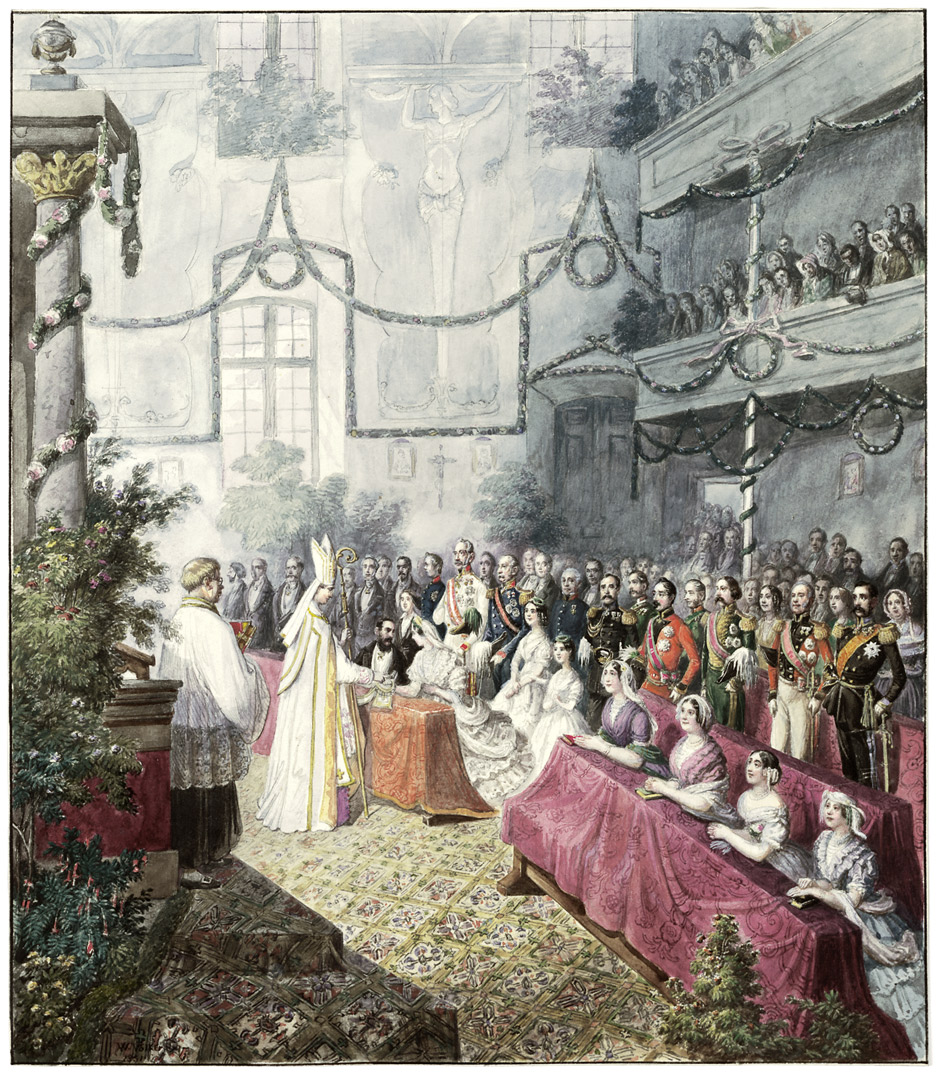
Esküvője 1851-ben, a kleinheubachi Löwenstein-kastélyban. Wilhelm Völker (1811–1873) akvarellje.

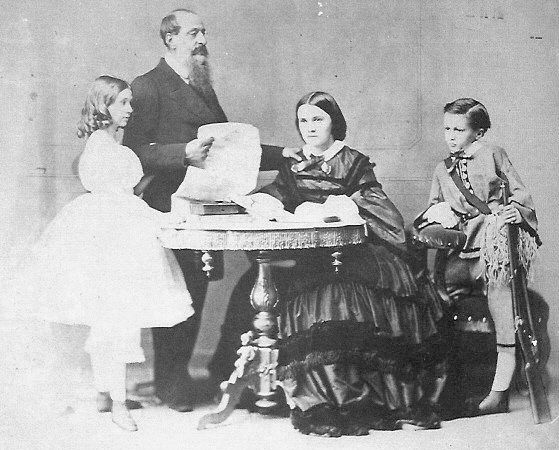
Adelheid hercegnő férjével és két legidősebb gyermekével

Adelheid Zsófia hercegnő 29 évvel fiatalabb volt férjénél. Házasságuk 13 éve alatt hét gyermeket szült:
- Mária (Maria das Neves) infánsnő (1852–1941), aki 1871-ben Alfonz Károly spanyol herceghez, Juan de Borbón y Bragançának, Montizon grófjának és Habsburg-Estei Mária Beatrix osztrák főhercegnőnek fiához, az utolsó trónkövetelőhöz a spanyol Bourbonok karlista ágán.
- Mihály Mária Károly („Miguel II”) infáns, Bragança hercege (1853–1927), portugál trónkövetelő (a királypártiak számára II. Mihály portugál király), a Bragança-ház feje, aki 1877-ben Erzsébet Thurn und Taxis hercegnőt, majd 1893-ban Mária Terézia löwenstein-wertheim-rosenbergi hercegnőt vette feleségül.
- Mária Terézia infánsnő (1855-1944), Károly Lajos osztrák főhercegnek (1833–1896), Ferenc József császár öccsének harmadik felesége.
- Mária Jozefa (José) infánsnő (1857–1943), Károly Tivadar bajor herceg, a szemorvos második felesége.
- Adelgunda infánsnő (1858–1946), Guimarães hercegnője, aki 1876-ban a Bourbon-házból való Henrik parmai herceghez, Bardi grófjához, III. Károly parmai uralkodó herceg egyik fiához ment feleségül.
- Mária Anna (do Carmo) infánsnő (1861–1942), aki 1893-ban IV. Vilmos luxemburgi nagyherceghez ment feleségül.
- Mária Antónia (1862–1959), I. Róbert parmai herceg második felesége, Zita osztrák császárné, magyar királyné édesanyja.

Az esküvő idején I. Mihály már trónfosztott uralkodó volt, helyén unokahúga, II. Mária portugál királynő (Maria da Glória) uralkodott. Adelheid Zsófia így életében sohasem lehetett Portugália tényleges királynéja. A házaspárt csak a Mihály-párti legitimisták tartották számon úgy, mint az ország jogos uralkodóit. Portugál királyi hercegnői (infanta de Portugal) rangot kapott.
A Bragança-házi VI. János portugál király fiai, IV. Péter király (I. Péter néven Brazília császára) és öccse, I. Mihály (Dom Miguel) között trónutódlási vita, majd 1828-tól fegyveres polgárháború robbant ki, melyet a „Mihály-hívek háborújának” (portugálul: Guerra Miguelista vagy a két fivér háborújának (guerra dos dois irmãos) is neveznek. A polgárháborút az alapvetően a spanyol karlista háború eldöntésére 1834-ben megalakult négyes szövetség (Nagy-Britannia, Franciaország, Spanyolország és a Péter-párti Portugália) beavatkozása döntötte el az időközben elhunyt Péter leánya, II. Mária királynő (Maria da Glória) javára. Péter öccsét, Mihályt 1834-ben száműzték országából, egyezkedési kísérletei nem jártak sikerrel. Spanyolországi trónigényét a karlista trónkövetelő, Don Carlos fellépése hiúsította meg. Mihály ennek ellenére haláláig fenntartotta igényét Portugália és Spanyolország trónjára.

### Özvegysége, elhunyta

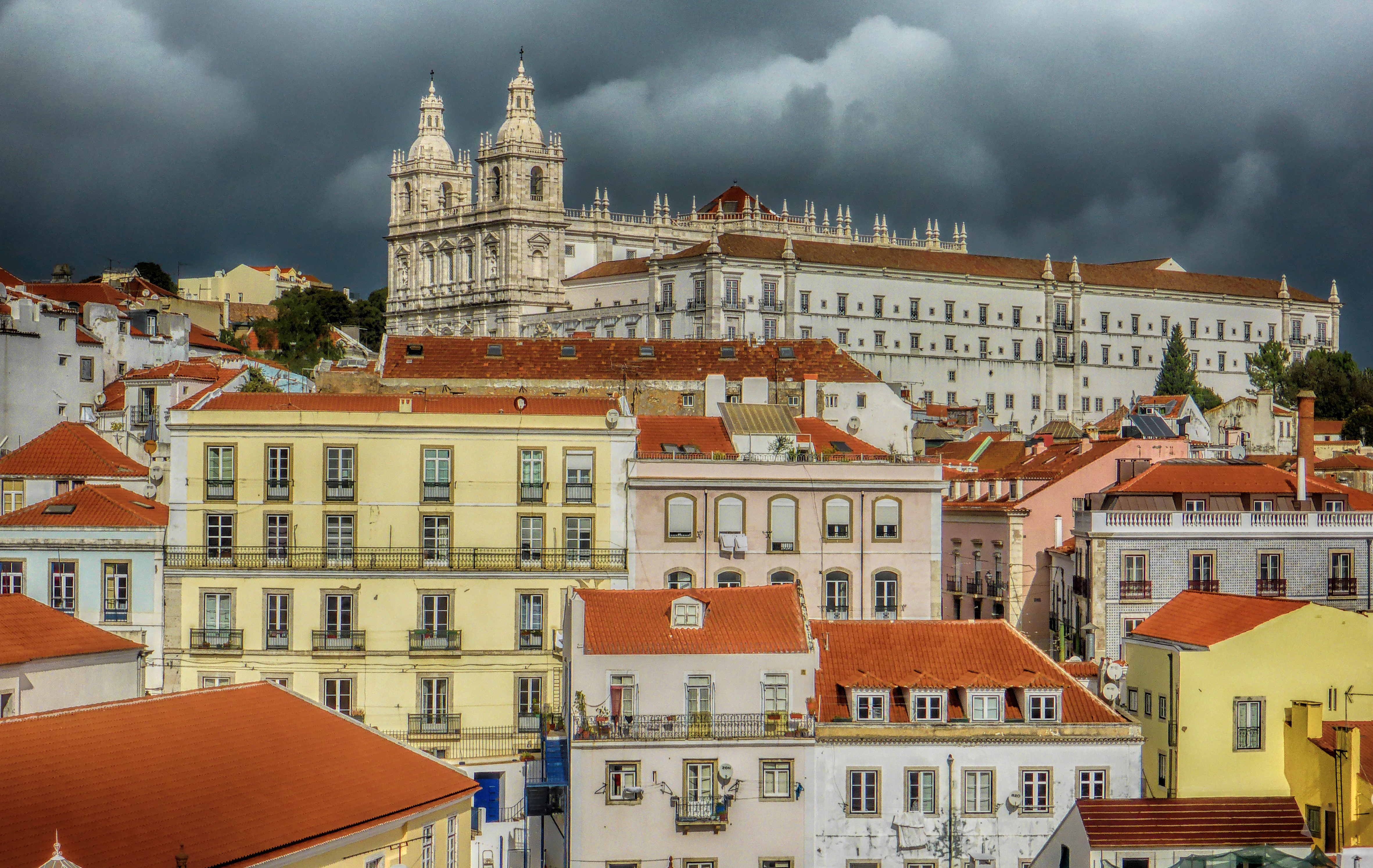
Nyughelye, a lisszaboni São Vicente de Fora kolostor

1866. november 14-én Mihály a alsó-frankföldi Esselbachban, a Karlshöhe vadászkastélyban elhunyt. November 17-én Großheubachban, az Engelberg kolostorban, a Löwenstein hercegi család kriptájában temették el. A 35 évesen megözvegyült Adelheid Zsófia a következő évtizedeket gyermekeinek nevelésével, leányainak kiházasításával töltötte. 1895-ben, miután mindegyik leányának rangos férjet szerzett, a mélyen katolikus Adelheid hercegnő benedek-rendi apáca lett, és visszavonult a wight-szigeti Szent Cecília bencés kolostorba, amelynek később főnökasszonya lett. Itt élt haláláig.
1909-ben meglátogatta őt 17 éves unokája, az eladósorba került Zita Bourbon–parmai hercegnő, akit ekkor már kiszemeltek Károly osztrák főherceg jövendőbelijének. Hosszabb időt töltött nagyanyjánál, tökéletesítette műveltségét latin nyelvben, filozófiában, művészetekben, zenében, és életviteli tanácsokat kapott. Zita hercegnő elutazása után néhány hónappal, 1909 decemberében Adelheid Zsófia elhunyt. Saját kolostorában, a Wight-szigeten temették el.
1967-ben Mihály király földi maradványait Németországból hazaszállították Portugáliába. Adelheid Zsófia hercegnő testét is odavitték repülőgépen Wight szigetéről. A házaspár Portugália királyainak temetkezőhelyén, a lisszaboni São Vicente de Fora kolostorban talált örök nyugvóhelyet.

## Leszármazottai
Gyermekei több európai főnemesi dinasztiába beházasodtak. Uralkodóházak ma (2016-ban) élő családfői többen is Adelheid Zsófia egyenes leszármazottjai. Ő a dédanyja például a Bragança-ház fejének, III. Duarte Pius de Bragança hercegnek, portugál trónkövetelőnek, ükanyja Habsburg Károlynak (*1961), a Habsburg–Lotaringiai-ház fejének, az osztrák császári trón követelőjének, Franz von Bayern hercegnek (*1933), a Wittelsbach-ház fejének, a bajor királyi trón igénylőjének, és Henrik luxemburgi nagyhercegnek (*1965), Luxemburg uralkodójának, valamint szépanyja Fülöp belga királynak (*1960).